# Parque nacional Kawésqar
El parque nacional Kawésqar es un área silvestre protegida ubicada en la Región de Magallanes y de la Antártica Chilena.
Esta área silvestre es una enorme extensión de tierra desmembrada por un activo tectonismo y por las potentes glaciaciones ocurridas en el último millón de años. 

## Localización
Creada inicialmente bajo el nombre 'reserva nacional Alacalufes', fue creado el 22 de julio de 1969 y protege una superficie de 2 842 329 ha. Está situada en la provincia de Última Esperanza, comuna de Natales, y en la provincia de Magallanes, comunas de Punta Arenas y Río Verde, en la Región de Magallanes. Su límite norte coincide con el límite entre las regiones de Aysén y de Magallanes, y el límite sur es el estrecho de Magallanes. La única forma de recorrerla es por mar.
Los límites de esta unidad están establecidos en el Decreto N° 6 del Ministerio de Bienes Nacionales, publicado en el Diario Oficial con fecha 30 de enero de 2019. Estos límites son:
Norte: Canal Oeste; paso Santa Rosa; canal Grove; estrecho Temple; paso Tres Cerros, pasando al este de la isla Jorge; y, una isla sin nombre, situada frente a la isla Camming; canal Pitt, pasando al este de las islas Kentish e isla Peel. Desde aquí en dirección oeste hasta frente al Cabo San Antonio, donde toma dirección sur, pasando por un canal al este de la isla Esperanza, incluyendo los islotes Pagel e isla Lucía, luego continúa por el paso Stewart, paso Blanche, tomando un canal que corre entre la isla Owen, la península Staines, luego prosigue en dirección sur por un fiordo que se ubica al este de la península Staines. Desde el extremo sur del mencionado fiordo, en línea recta e imaginaria hasta un cerro sin nombre de cota 1.362 m s. n. m. y desde este punto, en línea recta e imaginaria, hasta otro cerro sin nombre de cota 1.904 m s. n. m.;
Este: Desde el punto anterior, sigue en línea recta e imaginaria, hasta el extremo noroeste del fiordo Worseley; continúa por dicho fiordo pasando al este de la isla Ballesteros, canal Santa María, canal Morla Vicuña, canal de las Montañas, Ancón sin Salida, paso Victoria, canal Smyth, entre la península Zach y la parte sur de las islas Rennell, sigue por el canal Gray y luego por el canal Smyth, incluyendo las islas Richards, Renouard y Verde, hasta llegar al Estrecho de Magallanes. Continúa en dirección sureste por Paso del Mar, golfo de Xaultegua, incluyendo las islas Lagartija y Campamento, luego canal Gajardo, en dirección norte hasta Punta del Sur, desde ahí por el canal Contreras y fiordo Riquelme, hasta su extremo sur. Desde este punto sigue en línea recta imaginaria en dirección este hasta el cerro Poxnar, continúa en línea recta imaginaria en dirección sur hasta la costa, pasando por un cerro sin nombre de cota 1.240 m s. n. m., sigue cruzando el estuario Fanny, luego por el canal Jerónimo, canal David, Paso Inglés, seno Pedro, canal Acwalisnan, hasta llegar al canal Cockburn;
Sur: Canal Cockburn, Paso Adelaida y luego en dirección Norte, Oeste y Sur por los canales que rodean las islas Staines excluyéndolas al igual que los islotes Hidrográficas e incluyendo la isla Santibáñez. Prosigue por el Paso Aviador Ibáñez hasta enfrentar el paso Vía Láctea cruzándolo hasta el Océano Pacífico. Sigue en dirección noroeste hasta el Estrecho de Magallanes, y
Oeste: Océano Pacífico, desde el Estrecho de Magallanes, en dirección norte, incluyendo las islas, islotes y rocas aledañas a la costa, exceptuando el islote Lobos, isla Pan de Azúcar y Grupo Evangelista, hasta el canal Oeste. Además se exceptúan la Isla Madre de Dios y Guarello, las que fueron dadas en arrendamiento a la Compañía de Aceros del Pacífico.

## Descripción
Esta reserva forma parte de la patagonia, la que presenta un paisaje de islas montañosas bajas, que no superan los 1000 metros de altura, con numerosos canales y fiordos.
El relieve de la región de los Canales es producto de diversos factores que modelaron su desgarrada fisionomía.
En primer término existió un hundimiento del territorio provocado especialmente por movimientos tectónicos, que fragmentaron el terreno. Un segundo elemento modelador del paisaje fue la intensa actividad glacial del período pleistocénico, cuando la acción de los hielos esculpió gran parte de la roca. Estos fenómenos permitieron que el mar invadiera los sectores más bajos y se formaran así un sinnúmero de islas y fiordos que hoy la caracterizan.

## Clima
Es un sector extremadamente lluvioso y las precipitaciones en algunos sectores pueden alcanzar los 3 mil milímetros anuales. El área norte del parque presenta un clima templado frío con gran humedad con una temperatura promedio anual de 7,2 grados Celsius.
En cambio el área sur presenta un clima de tundra isotérmico, con una temperatura promedio anual ligeramente más baja: 6,5 grados Celsius.
Las condiciones climáticas frías y de gran humedad, unidas a la presencia de suelos delgados y pobres, genera en esta reserva un tipo de vegetación caracterizado por la presencia de turberas y un estrato arbóreo poco diverso.
Esta situación, con pocas variaciones se mantiene en todos los archipiélagos y fiordos desde Los Chonos hasta el cabo de Hornos, es decir por casi 1400 kilómetros.

## Flora y fauna
En los sectores más nortinos las especies arbóreas dominantes son el Ciprés de las Guaitecas, el Coigüe de Chiloé y el Coigüe de Magallanes, con presencia de algunos matorrales donde podemos encontrar nalcas, mata verde, calafates y amplios sectores de turberas.
Hacia el sur, en la medida que las condiciones se hacen más inhóspitas. los árboles se van achaparrando y aumenta la proporción de turberas.
Las turberas son asociaciones vegetales muy curiosas, que se producen en terrenos muy húmedos, generalmente encharcados, con fuertes limitantes para el desarrollo de la vegetación por la carencia de nutrientes básicos, tales como el nitrógeno. Aquí son comunes las especies vegetales carnívoras que sacan el nitrógeno de sus presas. Las aguas de las turberas son ligeramente ácidas y desprovistas de cal.
Entre las aves destacan decenas de especies marinas como varios tipos de gaviotas, petreles, carancas, patos quetros, albatros, pingüinos, y al menos 4 variedades de cormoranes, que utilizan los escarpados bordes costeros y las copas de los árboles para nidificar.
Las aves terrestres están representadas por los chucaos, cóndores, chunchos, los colegiales llamados así por su curiosa mochila café dibujada en la espalda, caiquenes, tordos, entre decenas de otras especies que viven aquí. Los mamíferos marinos son abundantes.

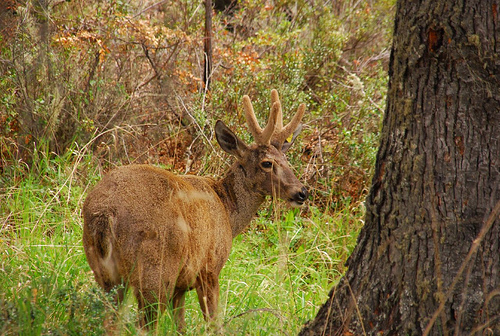
Huemul.

Es fácil encontrar grandes colonias de lobos marinos o sorprenderse con las toninas y delfines que juegan al costado de las embarcaciones que cruzan estos canales. Con suerte se puede ver también alguna ballena.
Cerca de las costas es posible observar familias de huillines o algunos ejemplares de coipos remontando los ríos que llegan al mar. Los mamíferos terrestres son menos abundantes, pero existen ejemplares de zorros culpeo en varios sectores de la reserva y es posible encontrar huemules.
Lamentablemente, la enorme extensión de la reserva, la dificultad de acceso a los distintos lugares y la escasa dotación de personal de Conaf permite que en muchos sectores de la unidad ingresen personas inescrupulosas a extraer la valiosa madera del Ciprés de las Guaitecas, que tiene la característica de ser prácticamente imputrescible.

## Protección
El Parque Nacional Kawésqar no cuenta actualmente con una protección de su subsuelo como lugar de interés científico para efectos mineros, según lo establece el artículo 17 del Código de Minería, el cual establece que estas labores sólo pueden ser ejecutadas mediante un permiso escrito por el presidente de la República y firmado además por el ministro de Minería.
Los proyectos o actividades mineras son susceptibles de causar impacto ambiental, en cualesquiera de sus fases y que deberen someterse al Sistema de Evaluación de Impacto Ambiental (SEIA). Adicionalmente, los proyectos o actividades mineras requieren la elaboración de un Estudio de Impacto Ambiental Localización en o próxima a recursos y áreas protegidas, sitios prioritarios para la conservación, humedales protegidos, glaciares que susceptibles de ser afectados, así como el valor ambiental del territorio en que se pretende emplazar.
Asimismo, pese a ser un área protegida, en 2022 el parque nacional Kawésqar cuenta con 67 concesiones otorgadas para actividades salmonícolas, más otras 66 en trámite, lo que ha sido denunciado por Greenpeace. La ONG ha explicado que cuando se creó el Parque Nacional , este solo incluyó la parte terrestre, dejando las aguas aledañas, compuestas por fiordos y canales, bajo la categoría de Reserva.

## Turismo
Este parque es poco visitado por las dificultades que significa el acceso, tanto por las características climáticas como por las geográficas. Además, debe considerarse que está alejado de centros poblados. La única forma de acceso es por vía marítima desde Puerto Natales contratando tours en las agencias, ya que no hay viajes regulares.
Está condicionado a los viajes de abastecimiento y traslado de pasajeros que realiza la empresa Navimag, uniendo Puerto Montt y Puerto Natales, con una frecuencia de dos desplazamientos semanales. La ruta de navegación pasa por el interior de la reserva.
Desde Punta Arenas, Puerto Natales o Puerto Montt existen viajes regulares por circuitos turísticos preestablecidos para la navegación que ofrecen las agencias de viajes. Entre ellos: Circuitos Turísticos Skorpios y Cruceros Turísticos Internacionales que navegan por el Estrecho de Magallanes en la boca occidental, que se ubica en el extremo sur de la reserva.

### Visitantes
Este parque recibe una cantidad reducida de visitantes chilenos y extranjeros cada año. No existen datos de visitantes disponibles para los años 2007 y 2008.
| Año         | 2007 | 2008 | 2009  | 2010 | 2011 | 2012 | 2013 | 2014  | 2015  | 2016  | 2017  | 2018  |
| ----------- | ---- | ---- | ----- | ---- | ---- | ---- | ---- | ----- | ----- | ----- | ----- | ----- |
| chilenos    |      |      | 288   | 313  | 214  | 338  | 322  | 324   | 469   | 669   | 1.151 | 1.373 |
| extranjeros |      |      | 817   | 369  | 422  | 442  | 637  | 689   | 801   | 1.073 | 1.526 | 1.551 |
| Total       |      |      | 1.105 | 682  | 636  | 780  | 959  | 1.013 | 1.270 | 1.742 | 2.677 | 2.924 |